# Aldeburgh
Aldeburgh (engelskt uttal: [ˈɔːlbərə] lyssna (fil)) är en ort och civil parish i grevskapet Suffolk i England. Orten ligger i distriktet East Suffolk, 32 kilometer nordost om Ipswich. Tätorten (built-up area) hade 2 341 invånare vid folkräkningen år 2011.